# 佐世保海軍航空隊

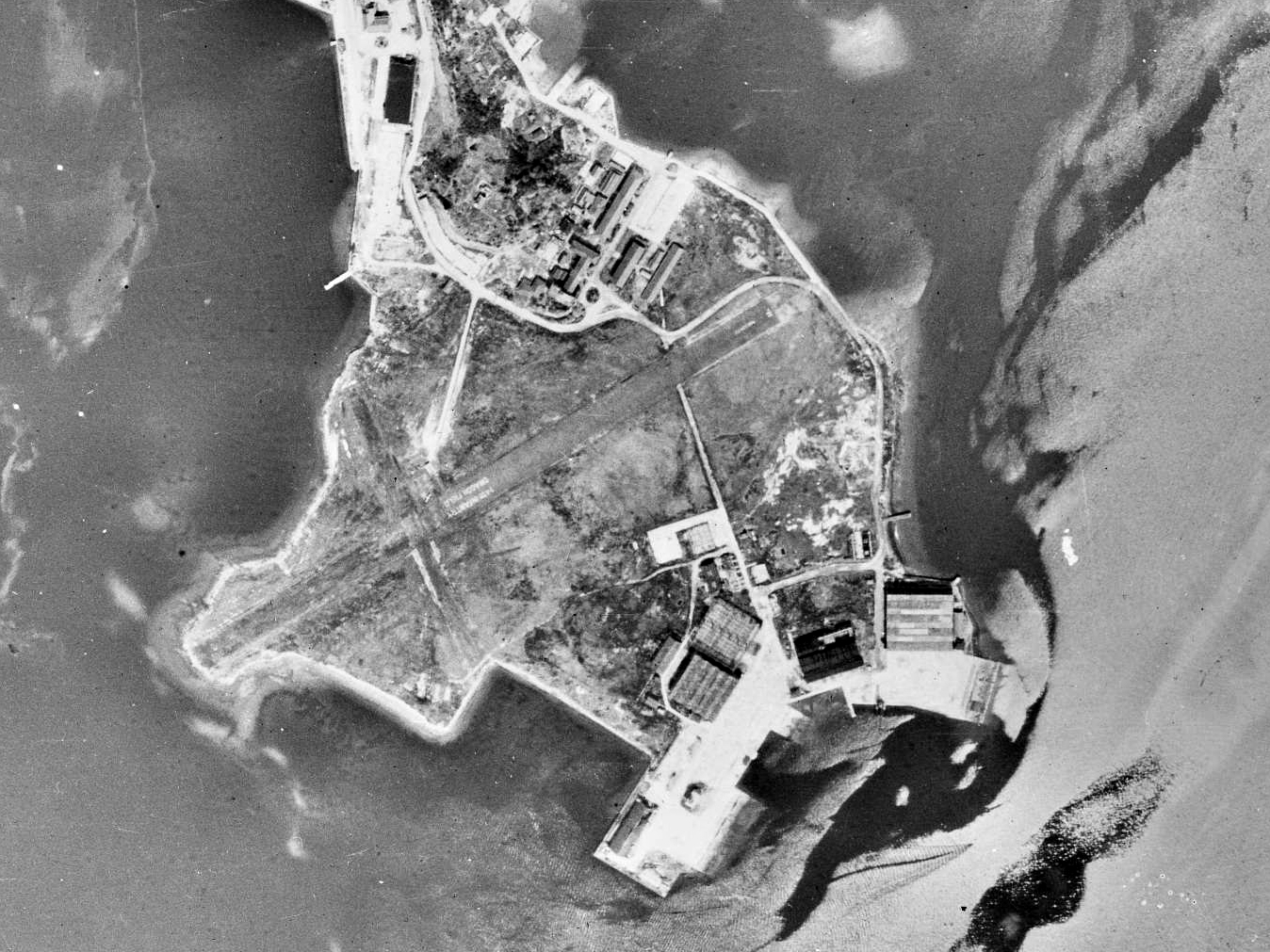
佐世保海軍航空隊跡地（1948年）

佐世保海軍航空隊（させぼかいぐんこうくうたい）は日本海軍の部隊の1つ。横須賀海軍航空隊に次いで開かれた二番目の海軍航空隊である。
研究・教育機能を持つ横空と違い、純然たる水上機基地として機能しており、西日本近海の哨戒や佐世保鎮守府に所属する艦艇の艦載機調達に従事した。昭和19年12月15日に、西日本の哨戒航空隊を統合した第九五一海軍航空隊（だい951かいぐんこうくうたい）の主力隊に変容した。本稿では統合後の九五一空も合わせて述べる。

## 沿革
横空の成長を期に航空隊の増設を図った海軍は、各軍港へ哨戒航空隊を設置することとした。その第1弾として、佐世保軍港に面した長崎県東彼杵郡日宇村の半島先端の浅瀬を埋め立て、飛行場を設置した。この埋立地に佐世保海軍航空隊を開いたのが、大正9年12月1日である。内海部にある呉鎮守府への航空隊設置は遅れ、大正14年に佐空の分遣隊を置いた。佐世保飛行場は滑走路が短く、陸上機の常駐には不都合が多かったため、陸上機はもっぱら大村海軍航空隊が常駐する大村飛行場を活用した。そのため、佐世保鎮守府には加賀・飛龍・瑞鳳・大鷹・雲龍・葛城と6隻の航空母艦が配備されたが、艦載機は佐空ではなく大村空や宇佐海軍航空隊で訓練・補給・休息を実施していた。

### 太平洋戦争以前
- 大正9年12月1日 - 開隊。
- 大正14年4月1日 - 広島県広村に分派隊を設置。
- 昭和6年6月1日 - 広分遣隊を独立、呉海軍航空隊開隊。
- 昭和9年3月12日 - 友鶴事件発生。友鶴の捜索に協力。
- 昭和12年7月11日 - 盧溝橋事件に際し、6機で第二十二航空隊を臨時編制。上海に派遣。

### 太平洋戦争時の年譜
- 昭和17年1月14日 - 第2師団の輸送船団を門司－高雄間で護衛。以後、門司－台湾間の船団護衛に従事。
- 昭和17年2月21日 - 済州島沖で昭久丸が被雷戦没。佐鎮部隊水上艦と共同で対潜掃討を実施。
- 昭和17年3月12日 - 南鳥島に敵機動部隊接近。戦闘機隊を関東に派遣。18日原隊復帰。
- 昭和17年5月下旬 - 沖縄沖で商船被害続出。飛行艇隊で広域対潜哨戒を実施、戦果なし。
- 昭和17年5月20日 - 武蔵、呉に向け回航。佐伯海軍航空隊と共同で前路哨戒。
- 昭和17年9月5日 - 都井岬南方海上で対潜掃討。
- 昭和18年5月30日 - 五島列島沖で対潜掃討。
- 昭和18年6月19日 - 済州島沖で対潜掃討。
- 昭和18年7月21日 - 草垣列島沖で対潜掃討。
- 昭和19年5月20日 - 「東号作戦」発動。横須賀鎮守府に1個隊派遣、水上戦闘機隊は父島に進出。
- 昭和19年7月4日 - 父島に敵機動部隊襲来。水上戦闘機隊9機で迎撃、7機喪失。
- 昭和19年8月1日 - 大村の戦闘機隊を独立拡張、第三五二海軍航空隊開隊。
- 昭和19年8月26日 - 水偵6機を台湾島東港水上機基地に派遣。
- 昭和19年10月10日 - 南西諸島に敵機動部隊襲来。指揮下30機を喪失。

### 第九五一海軍航空隊の発足
昭和19年12月15日をもって、日本各地で対潜哨戒を担当していた航空隊は、西日本の九五一空と東日本の第九〇三海軍航空隊に集約されることとなった。佐空とともに編入されたのは、以下の航空隊である。九五一・九〇三空と第九〇一海軍航空隊の3個隊は、大量の哨戒機と広大な哨戒区域をカバーすることから、例外的に「司令官」が配置された。
舞鶴海軍航空隊
舞鶴鎮守府隷下の航空隊で、太平洋戦争時は串本・沖縄・旅順など各地の哨戒航空隊を増援することが多かった。『日本海軍航空史』など多くの文献では、九五一空編入をもって解散と記述されているが、『戦史叢書』など一部の文献では、九五一空には編入されず、舞鶴鎮守府直卒の飛行隊に降格したと記述されている。
鎮海海軍航空隊
鎮海警備府隷下の航空隊で、哨戒航空隊としては数少ない艦上攻撃機部隊でもあったことから、沖縄方面に派遣されて中距離哨戒に従事することが多かった。
沖縄海軍航空隊
沖縄の小禄飛行場をはじめ南西諸島各地に展開した部隊。定数表や隊員名簿などの資料がないため建制上の航空隊であったかどうか疑問視されているが、海軍辞令公報では人事の発令が実際に行われている ほか、昭和20年6月15日に沖縄で撮影された尾翼記号「オキ」の九七式艦上攻撃機の尾翼写真が存在する。
第四五三海軍航空隊
指宿水上機基地に駐留する部隊で、連合艦隊隷下で水上機搭乗員養成を担った宿毛海軍航空隊を実戦化したもの。当時最先端の磁気探知機を導入した数少ない精鋭部隊であった。
第二五六海軍航空隊
上海基地に駐留する戦闘機・攻撃機の混成隊で、編制当初より上海の防空とともに台湾海峡の哨戒・掃討を任務としていた。

### 九五一空の年譜
- 昭和19年12月17日 - S作戦発動。九州西方～北西海域の対潜掃討のため、水偵13機・陸上攻撃機2機を投入。
- 昭和20年1月12日 - S2号作発動。南西諸島西方の対潜掃討のため、水偵24機・陸上攻撃機6機・艦上偵察機6機を投入。
- 昭和20年2月12日 - S3号作発動。豊後水道口の対潜掃討のため、水偵6機を投入（佐伯空より12機増援）。
- 昭和20年3月下旬 - 沖縄・八重山・奄美駐留隊、本土に撤退。
- 昭和20年4月1日 - 沖縄地上戦開始。沖縄方面の偵察に従事。
- 昭和20年4月9日 - 舟山島派遣隊により上海沖の対潜掃討を実施。
- 昭和20年5月15日 - 規模縮小。佐世保（水偵12機）・指宿（水偵12機）・大村（陸攻3機）に集約。
- 昭和20年7月1日 - 司令官制度を廃止。藤原喜代間司令官転出。
- 昭和20年7月17日 - 本土決戦に備え、零式偵察機夜間雷撃隊用に30組派出。
- 戦後解隊。

## 佐世保鎮守府籍の艦載機搭載艦艇
戦艦
太平洋戦争に参加した12隻すべてが艦載機搭載機構を持つが、増設前に呉鎮守府に転出した日向には佐鎮での搭載実績はない。昭和6年に横鎮へ転出した比叡、昭和9年に横鎮へ転出した陸奥は佐鎮時代に機構を増設している。比叡と交代で転入した金剛を含め、榛名・霧島が該当する。
巡洋艦
球磨型以降の巡洋艦では夕張以外が搭載機構を持つ。さらに出雲には第三艦隊旗艦設備増設の際に艦載機が搭載され、日華事変序盤の上海奇襲の際に迎撃している。重巡洋艦では、佐鎮に新製配備された青葉・衣笠・足柄・羽黒はもとより、昭和9年に青葉・衣笠と交換で佐鎮籍に移った元呉鎮守府籍の妙高・那智にも搭載実績がある。軽巡洋艦では長良・名取（昭和14年舞鶴鎮守府に転出）・由良・川内・矢矧、昭和9年に転入した北上（元横鎮）・阿武隈（元呉鎮）が該当する。練習巡洋艦香椎も同様である。
その他
潜水母艦迅鯨は就役後に搭載機構が増設された。給油艦能登呂は水上機母艦、鶴見は航空機運搬艦として類別変更なしで運用されている。水上機母艦には千歳・神川丸・君川丸・山陽丸がある。潜水艦では唯一伊号第十潜水艦に艦載能力があり、マダガスカル島偵察の実績がある。

## 戦後の佐世保飛行場
米軍が接収したが、陸上機の運用ができる状態ではなかったために、海兵隊演習場として使用された。昭和24年に長崎大学水産学部が設置されたが、冷戦期に突入したために米軍が再接収、昭和36年に水産学部は文教キャンパスに立ち退いた。再接収後は平坦な地形を活用した上陸用舟艇基地として訓練に使用されている。LCACの導入以来、近隣住民からは塩害と騒音の苦情が絶えない。米軍ではLCAC基地の移転計画が取り沙汰されているが、進展はしていない。

## 主力機種
歴代の各種水上偵察機。

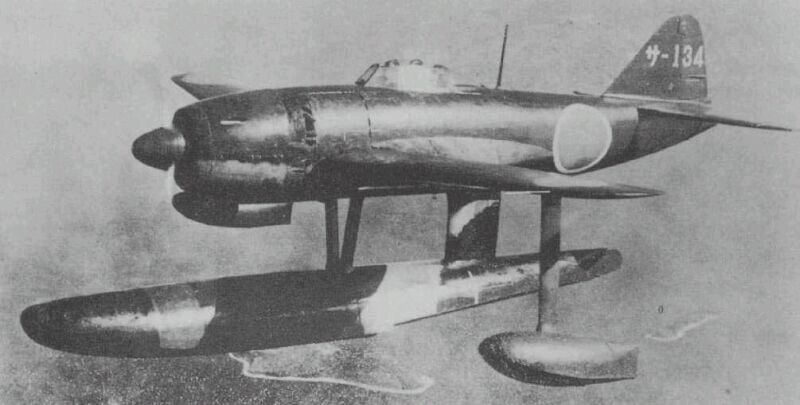
佐世保航空隊所属の水上戦闘機強風

- 零式艦上戦闘機 - 戦闘機隊の主力機。主に大村に駐留。
- 二式水上戦闘機 - 佐世保に常駐した戦闘機隊の主力機。
- 強風 - 太平洋戦争末期に少数が配備された。
- 九七式飛行艇 - 太平洋戦争序盤まで佐世保に常駐。
- 九六式陸上攻撃機
- 九七式艦上攻撃機
- 東海
- 天山 - 少数機が九七式艦上攻撃機とともに使用された。

## 歴代司令・司令官
※『日本海軍史』第9巻・第10巻の「将官履歴」及び『官報』による。
- 金子養三：1920年12月1日 - 1922年12月1日
- 福岡成一 大佐：1922年12月1日[3] - 1924年12月1日[4]
- 和田秀穂：1924年12月1日 - 1927年11月1日[5]
- 高原昌平 大佐：1927年11月1日 - 1928年12月10日[6]
- 堤政夫 大佐：1928年12月10日[6] - 1930年2月1日[7]
- 杉山俊亮 大佐：1930年2月1日 - 1931年12月1日
- 竹田六吉 大佐：1931年12月1日 - 1932年11月15日
- 寺田幸吉 大佐：1932年11月15日 - 1933年10月20日[8]
- 大西瀧治郎 中佐：1933年10月20日 - 1934年11月15日[9]
- 今村脩 中佐：1934年11月15日 - 1936年12月1日[10]
- 三木森彦 中佐：1936年12月1日 - 1937年11月15日
- 加藤尚雄 大佐：1937年11月15日 - 1938年9月1日
- 有馬正文 大佐：1938年9月1日 - 1938年12月15日[11]
- 藤吉直四郎 大佐：1938年12月15日[11] - 1939年10月15日
- 石井芸江 大佐：1939年10月15日 - 1940年10月15日
- 市村茂松 大佐：1940年10月15日[12] - 1941年9月25日[13]
- 宮崎重敏 大佐：1941年9月25日 - 1942年4月20日
- 和田三郎：1942年4月20日 -
- 峰松巌：1942年9月頃 -
- 森田千里：1943年10月1日 -
- 青木泰二郎：1944年5月1日 -
- 藤原喜代間 少将：1944年10月15日 - ※九五一空の在任期間中のみ「司令官」
- 森田千里：1945年7月1日 - ※司令官を廃止、「司令」に戻る。